# Kiez – Aufstieg und Fall eines Luden
Kiez – Aufstieg und Fall eines Luden ist ein 1982 entstandener deutscher Spielfilm von Walter Bockmayer und Rolf Bührmann. Die Hauptrollen spielen Wolf-Dietrich Sprenger und Katja Rupé. In kleinen Rollen sind die späteren Comedians Hella von Sinnen und Dirk Bach, die hier beide ihren Einstand vor der Kamera gaben, zu sehen. Der Film basiert auf dem gleichnamigen Bühnenstück (1975/76) von Peter Greiner.

## Handlung
Im Kiez von Hamburg-St. Pauli. Knut, ein abgemusterter Seemann auf Landgang, will sich nach lukrativeren Einkunftsmöglichkeiten umschauen. In einer schäbigen Kneipe tut er die naive Heinke auf, eine nicht mehr ganz taufrische Prostituierte aus der süddeutschen Provinz, und macht ihr das Angebot, in Zukunft für ihn anschaffen zu gehen. In der Hoffnung auf mehr Geld, bessere Arbeitsbedingungen und die Aussicht auf die „große Liebe“ sagt die Blondine zu. Knut erhofft sich neben mehr Geld vor allem den sozialen Aufstieg, der ihm eines Tages eine klassische bürgerliche Existenz ermöglichen soll. Doch stattdessen rutscht der Aussteiger aus der christlichen Seefahrt tief ins „Milieu“ halbseidener Zuhälter und schmieriger Schmalspurgangster ab. Knut gerät an Nil, einem früheren Kumpel, der im Kiez bereits eine gewisse Größe ist und als wenig skrupelbehaftet gilt. Nil verschafft Knut einen wenig lukrativen Job als Bierzapfer, und beide richten eine vierzehnjährige Nachwuchsprostituierte namens Jutta, die von daheim ausgebüxt ist, für den Babystrich ab. Schließlich überredet Nil Knut auch zu einem Raubüberfall. Damit ist Knuts Weg in die Kriminalität und ein unaufhaltsamer sozialer Abstieg programmiert.
Gemeinsam mit Nils Geliebter Ditte räumen die Drei ein Juweliergeschäft leer und kommen damit auch unerkannt davon. Sie tauchen unter, und Knut hat nun wieder mehr Zeit, sich um sein „Pferdchen“ Heinke zu kümmern Die aber ist längst desillusioniert von ihrem Luden, und die Beziehung, so es denn jemals zwischen den beiden eine war, zerbricht nach zahllosen lautstarken Auseinandersetzungen. Während Heinke verzweifelt versucht, dem Teufelskreis von Prostitution und Kriminalität zu entkommen, versinkt Knut immer tiefer in dem selbstgewählten Morast. In einem Akt von Verzweiflung verpfeift er seinen Komplizen Nil an die Polizei und setzt sich anschließend mit dessen Geliebter Ditte sowie dem zu ihnen gestoßenen Leibwächter Charly nach Berlin ab. Bei seiner mit einem Anwalt verheirateten Ex taucht Knut ein wenig in diese wohlanständige, gutsituierte, großbürgerliche Welt ein, zu der er so gern gehören würde und von der er sich jedoch mittlerweile sehr weit entfernt hat. Dann geht auch noch das nie wirklich definierte Verhältnis zu Ditte in die Brüche. Knut bricht die Zelte in Berlin ab und kehrt nach Hamburg zurück.
Hier scheint Knuts Niedergang endgültig besiegelt. Nil wurde in der Zwischenzeit auf Bewährung auf freien Fuß gesetzt und sinnt nach Rache. Er hat Knut nach seiner Verhaftung bei der Polizei schwer belastet, und auch die anderen St.-Paulianer, mit denen Knut zuvor gute Kontakte besaß, wollen nichts mehr mit jemandem zu tun haben, der Kumpels verpfeift. Nirgendwo findet Knut noch eine Nische, um sein Leben neu zu ordnen, der einst erhoffte Aufstieg ist vollkommen abgeschrieben. Als Penner und gesellschaftlicher Verlierer vagabundiert er durch die Straßen der Großstadt. Zwar hält immerhin noch Charly, der Leibwächter zu ihm, doch auch der kann nicht verhindern, dass Nil einen grausamen Racheplan entworfen hat, um Knut endgültig fertig zu machen. Knut kann seinem bitteren Ende nicht mehr entkommen …

## Produktionsnotizen
Kiez entstand Mitte 1982 und wurde im Januar 1983 im Rahmen eines Filmfestivals in Manila uraufgeführt. Die deutsche Premiere war am 22. April 1983, die deutsche Fernseherstausstrahlung fand am 8. August 1996 auf VOX statt. 
Felix Hock übernahm die Herstellungsleitung. Die Bauten schuf Thomas Schappert, die Kostüme entwarf Tabea Blumenschein.

## Wissenswertes
Jürgen Flimm hatte das eine Zeitlang als unspielbar geltende Bühnenstück Peter Greiners an seiner Kölner Bühne als erster 1980 aufgeführt. Regie führte damals Walter Bockmayer, der auch die Kinofassung realisierte.

## Kritiken
In der Fachzeitschrift Cinema war zu lesen, es sei besonders dem Hamburger Kiez-kundigen Drehbuchautor Hans Eppendorfer „zu verdanken, daß dieser „Kiez“ kein snobistischer Kleinbürgerblick durchs Opernglas geworden ist, sondern ein redlicher Versuch, diese Trümmerlandschaft menschlicher Träume abzubilden.“ Weiter heißt es: „Mitunter ist der Film so schmerzhaft, daß man der Penetranz der Bilder und Worte am liebsten ausweichen würde.“
Im Lexikon des Internationalen Films heißt es: „Im Entwurf als eine Studie über Randfiguren der Gesellschaft und den Warencharakter menschlicher Beziehungen angelegt; die grelle und auf Effekte angelegte Inszenierung erschlägt jedoch den thematischen Ansatz und bleibt in ihrem zuweilen überzogenen Realismus trotz visueller Zurückhaltung zwiespältig.“